# Dörfl (Gemeinde Reichenau)
Dörfl (auch Grießler-Rotte) ist eine Ortschaft in der Marktgemeinde Reichenau an der Rax im Bezirk Neunkirchen in Niederösterreich.

## Geografie
Das kleine Dorf liegt südlich von Edlach an der Rax im Tal des Preiner Baches, der, vom Preiner Gscheid kommend, auf die Schwarza zufließt. Zur Ortschaft gehört auch der Jaidhof. Am 1. Jänner 2024 zählte Dörfl 114 Einwohner. Von Dörfl bietet sich an, den 1084 m ü. A. hohen Kreuzberg zu besteigen, auf dem sich die Speckbacherhütte befindet.

## Geschichte
Laut Adressbuch von Österreich waren im Jahr 1938 in Dörfl ein Binder, ein Gastwirt, ein Gemischtwarenhändler, ein Glaser, ein Schuster, ein Tischler, eine Putzerei, ein Zimmermeister und einige Landwirte ansässig.

## Sehenswürdigkeiten
- Villa Farkas (Nr. 22), eine 1906 errichtete Villa, die von Farkas bis zu seinem Tod genutzt wurde

## Persönlichkeiten
- Karl Farkas, Schauspieler und Kabarettist, verbrachte hier die Sommer